# Julio César Chalar
Julio César Chalar Vecchio (5 de noviembre de 1944-5 de marzo de 2016) fue un abogado y juez uruguayo.

## Biografía
Egresado de la Universidad de la República con el título de Doctor en Derecho y Ciencias Sociales. En 1973 ingresa a la magistratura en Uruguay, cumpliendo una larga carrera. Fue designado Ministro de la Suprema Corte de Justicia de Uruguay el 4 de diciembre de 2012.